# Granio Liciniano
Granio Liciniano (in latino Granius Licinianus; II secolo) è stato uno storico romano.

## Biografia
Citato solo da Macrobio e da Servio nel suo commento virgiliano, Granio Liciniano è stato inquadrato nell'età di Adriano per un suo giudizio sfavorevole a Sallustio, singolarmente consonante con l'arcaismo di Frontone.

## Historiae
Granio compilò un'epitome romanzesca della storia romana, attingendo principalmente a Livio e Sallustio, che si estendeva almeno in 36 libri, ricca di aneddoti e particolari leggendari, di cui restano, in un palinsesto, parti dei libri XXVI, XXVIII, XXXIII, XXXV-XXXVI, dal 163 al 78 a.C. Il palinsesto, scoperto nel 1853, è di difficile lettura, poiché si presenta come "doppio palinsesto": una copia del V secolo fu sovrascritta nel secolo successivo con un trattato grammaticale, nuovamente eraso, un secolo dopo, con una traduzione siriaca delle omelie di Giovanni Crisostomo.
Granio Liciniano rispecchia l'evoluzione del pensiero storico intorno al II secolo, con opinioni anche piuttosto nette, nonostante il carattere romanzato della sua opera: ad esempio, a suo parere, Sallustio non doveva essere letto come uno storico, ma come un oratore .
Granio scrisse anche le Cenae Suae, opera enciclopedica con interessi antiquari alla maniera di Aulo Gellio.